# Perdita multiflorae
Perdita multiflorae är en biart som beskrevs av Parker 1988. Perdita multiflorae ingår i släktet Perdita och familjen grävbin. Inga underarter finns listade i Catalogue of Life.